# محوطه تپه قدیم
محوطه تپه قدیم در شهرستان آبیک، روستای محمودیان واقع شده و این اثر در تاریخ ۱۲ بهمن ۱۳۸۱ با شمارهٔ ثبت ۷۴۴۵ به‌عنوان یکی از آثار ملی ایران به ثبت رسیده است.